# Juilly (Côte-d'Or)
Pour les articles homonymes, voir Juilly.
Juilly est une commune française située dans le département de la Côte-d'Or en région Bourgogne-Franche-Comté.

## Géographie

### Localisation
Le village est distant d'environ 5,8 kilomètres à l'est de Semur-en-Auxois.
|                       | Massingy-lès-Semur | Pouillenay |
| Villars-et-Villenotte | Juilly             | Souhey     |
|                       | Saint-Euphrône     |            |

### Climat
Pour des articles plus généraux, voir Climat de la Bourgogne-Franche-Comté et Climat de la Côte-d'Or.
En 2010, le climat de la commune est de type climat océanique dégradé des plaines du Centre et du Nord, selon une étude du Centre national de la recherche scientifique s'appuyant sur une série de données couvrant la période 1971-2000. En 2020, Météo-France publie une typologie des climats de la France métropolitaine dans laquelle la commune est exposée à un climat océanique altéré et est dans la région climatique  Lorraine, plateau de Langres, Morvan, caractérisée par un hiver rude (1,5 °C), des vents modérés et des brouillards fréquents en automne et hiver. 
Pour la période 1971-2000, la température annuelle moyenne est de 10 °C, avec une amplitude thermique annuelle de 16,6 °C. Le cumul annuel moyen de précipitations est de 882 mm, avec 12,8 jours de précipitations en janvier et 8,6 jours en juillet. Pour la période 1991-2020, la température moyenne annuelle observée sur la station météorologique de Météo-France la plus proche, « Semur En Auxois_sapc », sur la commune de Semur-en-Auxois à 5 km à vol d'oiseau, est de 11,2 °C et le cumul annuel moyen de précipitations est de 778,0 mm,. Pour l'avenir, les paramètres climatiques de la commune estimés pour 2050 selon différents scénarios d'émission de gaz à effet de serre sont consultables sur un site dédié publié par Météo-France en novembre 2022.

## Urbanisme

### Typologie
Au 1er janvier 2024, Juilly est catégorisée commune rurale à habitat très dispersé, selon la nouvelle grille communale de densité à 7 niveaux définie par l'Insee en 2022.
Elle est située hors unité urbaine. Par ailleurs la commune fait partie de l'aire d'attraction de Semur-en-Auxois, dont elle est une commune de la couronne,. Cette aire, qui regroupe 54 communes, est catégorisée dans les aires de moins de 50 000 habitants,.

### Occupation des sols
L'occupation des sols de la commune, telle qu'elle ressort de la base de données européenne d’occupation biophysique des sols Corine Land Cover (CLC), est marquée par l'importance des territoires agricoles (96,4 % en 2018), une proportion identique à celle de 1990 (96,4 %). La répartition détaillée en 2018 est la suivante : 
prairies (81,3 %), terres arables (15,1 %), forêts (3,6 %). L'évolution de l’occupation des sols de la commune et de ses infrastructures peut être observée sur les différentes représentations cartographiques du territoire : la carte de Cassini (XVIIIe siècle), la carte d'état-major (1820-1866) et les cartes ou photos aériennes de l'IGN pour la période actuelle (1950 à aujourd'hui).

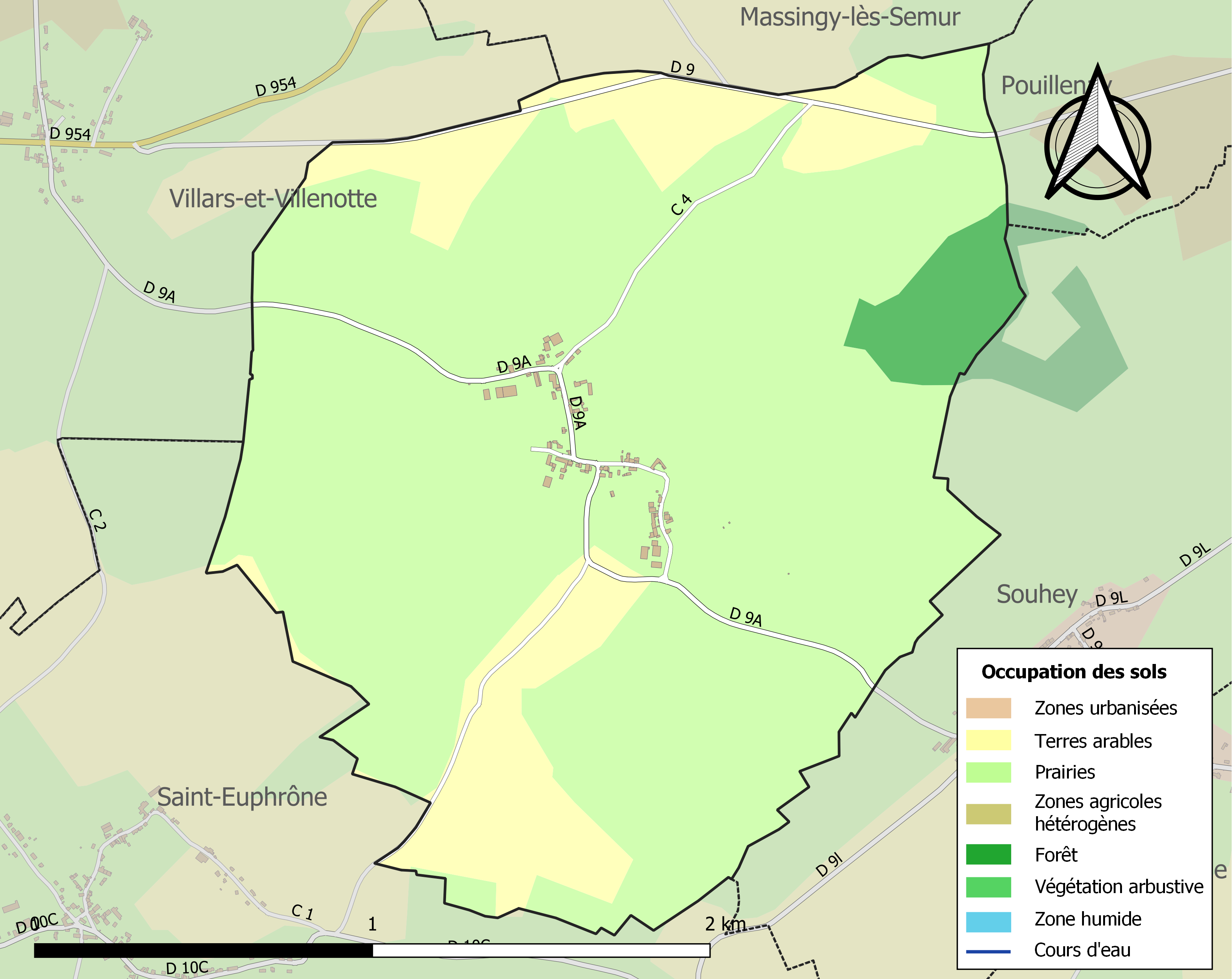
Carte des infrastructures et de l'occupation des sols de la commune en 2018 (CLC).

## Toponymie
- période gallo-romaine : Juliacus.
- 1276 : Juliacum (juxta Sinemurum/Semur-en-Auxois).
- 1461 : Juilley lez Semur.
- 1597 : Jully en l'Aussois.

## Histoire
Près du village, au XIXe siècle, fut découvert des tombes mérovingiennes.
Le village dépendait au Moyen Âge et sous l'ancien Régime de l’archiprêtré, de la recette , du grenier à sel et de la subdélégation de Semur. Il relevait de la paroisse de Saint-Euphrône. Il a fait aussi partie de la prévôté ducale et de la châtellenie de Saumur.
La métairie de Saulx est attestée depuis 1680. Elle est située sur l'ancien chemin menant de Semur à Jully par la rue du Bourg-Voisin.
En 1700, on trouve la présence au village de deux tisserands. Vers 1750, les vignes de Jully sont dites « d'assez gros plans » et ne donnent qu'un vin commun ou médiocre. À l'intérieur du finage on trouve à cette époque essentiellement des champs (moitié froment, moitié seigle et avoine), des prairies et des vignes et très peu de bois. La terre est très morcelée ; 450 hectares pour 1600 parcelles. Les surplus sont vendus au marché de Semur qui se tient tous les samedis devant la collégiale, ou au quartier du château ou sur le Cours. Le village devant s'acquitter tous les ans d'une somme de quatre deniers pour avoir le droit de vendre comme le stipule le terrier de Semur.
La population varie quant à elle de 10 feux en 1460 à 40 à la Révolution.

## Politique et administration

### Liste des maires
Le 1er maire élu en 1792 fut François Huard, ancien gendarme de Semur, venu s'installer au village en 1778.
| Période                                  | Période   | Identité           | Étiquette | Qualité      |
| ---------------------------------------- | --------- | ------------------ | --------- | ------------ |
| mars 2001                                | mars 2014 | François Terrillon |           |              |
| mars 2014                                | En cours  | Béatrice Bauby     |           | Agricultrice |
| Les données manquantes sont à compléter. |           |                    |           |              |

## Démographie
L'évolution du nombre d'habitants est connue à travers les recensements de la population effectués dans la commune depuis 1793. Pour les communes de moins de 10 000 habitants, une enquête de recensement portant sur toute la population est réalisée tous les cinq ans, les populations de référence des années intermédiaires étant quant à elles estimées par interpolation ou extrapolation. Pour la commune, le premier recensement exhaustif entrant dans le cadre du nouveau dispositif a été réalisé en 2005.

En 2022, la commune comptait 41 habitants, en évolution de −12,77 % par rapport à 2016 (Côte-d'Or : +0,82 %, France hors Mayotte : +2,11 %).
| 1793 | 1800 | 1806 | 1821 | 1831 | 1836 | 1841 | 1846 | 1851 |
| ---- | ---- | ---- | ---- | ---- | ---- | ---- | ---- | ---- |
| 277  | 159  | 178  | 188  | 188  | 149  | 132  | 148  | 127  |

| 1856 | 1861 | 1866 | 1872 | 1876 | 1881 | 1886 | 1891 | 1896 |
| ---- | ---- | ---- | ---- | ---- | ---- | ---- | ---- | ---- |
| 117  | 121  | 115  | 109  | 109  | 114  | 111  | 103  | 91   |

| 1901 | 1906 | 1911 | 1921 | 1926 | 1931 | 1936 | 1946 | 1954 |
| ---- | ---- | ---- | ---- | ---- | ---- | ---- | ---- | ---- |
| 89   | 106  | 85   | 72   | 81   | 69   | 54   | 48   | 62   |

| 1962 | 1968 | 1975 | 1982 | 1990 | 1999 | 2005 | 2006 | 2010 |
| ---- | ---- | ---- | ---- | ---- | ---- | ---- | ---- | ---- |
| 53   | 52   | 46   | 49   | 49   | 56   | 52   | 51   | 39   |

| 2015 | 2020 | 2022 | - | - | - | - | - | - |
| ---- | ---- | ---- | - | - | - | - | - | - |
| 45   | 39   | 41   | - | - | - | - | - | - |